# José Ñique de la Puente
José Antonio Ñique de la Puente (Trujillo, 21 de julio de 1946) es un jurista y abogado peruano. Fue Decano del Colegio de Abogados de Lima, asimismo es profesor principal de la Facultad de Derecho y Ciencia Política de la Universidad Nacional Mayor de San Marcos. Profesor principal de pregrado de la Universidades San Martín de Porres, Garcilaso de la Vega, UTP. Profesor de posgrado de la Universidad Nacional Federico Villarreal y UNMSM Fue decano de la Facultad de Derecho y Ciencia Política - Universidad Nacional Mayor de San Marcos desde el 1 de junio de 2007 hasta el 31 de mayo de 2010. Candidato a Presidente de la República por el Partido Fonavista del Perú.

## Biografía
José Antonio Ñique de la Puente nació en la ciudad de Trujillo y criado en la ciudad de Moche. El Dr. Ñique de la Puente nació el 21 de julio de 1946 en el Hospital Belén de Trujillo, Hijo de Doña Clara de la Puente (vive en Hamburgo Alemania) y Don Manuel Ñique Cornelio (fallecido), vivió su infancia en el distrito de Moche. Fue instruido e influenciado por su abuela María Angélica Martín-Linch (Quequita), la que le enseñó lo que significa la dignidad y la honradez. Sus estudios primarios los realizó en el Colegio Santo Domingo de Guzmán y en la Escuela Infantil de Moche; la secundaria en el Colegio José Faustino Sánchez Carrión y Colegio Nacional San Juan de Trujillo. En el año 1965 llega a la capital e ingresa a la Universidad Nacional Mayor de San Marcos, donde destacó como alumno aplicado y consecuente de la lucha por la justicia y la democracia, presidiendo la Federación Universitaria de San Marcos. Fue perseguido, encarcelado injustamente y deportado en el gobierno de la dictadura del General Velasco Alvarado. El Dr. Ñique de la Puente es un hombre humanista, apasionado de las leyes, Magíster en Ciencias Penales, Doctor en Derecho y Ciencias Políticas, profesor principal y posteriormente Decano de la Facultad de Derecho de la Universidad Nacional Mayor de San Marcos. Profesor principal de pregrado de la Universidades San Martín de Porres, Garcilaso de la Vega, UTP. Profesor de posgrado de la Universidad Nacional Federico Villarreal y UNMSM.

## Trayectoria política
El 20 de diciembre de 2010, el Partido Fonavista del Perú, luego de un proceso electoral interno supervisado por la ONPE y el JNE, eligió su plancha presidencial para participar en las elecciones generales del Perú de 2011, integrada por José Antonio Ñique de la Puente como candidato presidencial, postulando a la primera vicepresidencia Andrés Avelino Alcántara Paredes (presidente del partido Fonavista) y a la segunda vicepresidencia a la enfermera Irma Cecilia Grados Guerrero.
Sin embargo, su candidatura no tuvo mayor acogida, obteniendo menos del 1% de apoyo en las elecciones de primera vuelta (según ONPE obtuvo 0.253% de votos válidos).